# Tschekelnock
Der Tschekelnock ist ein Berg in der Spitzegelgruppe mit einer Höhe von 1892 m ü. A. nordwestlich der Windischen Höhe in Kärnten.